# マリックビル
マリックヴィル（Marrickville）は、オーストラリアニューサウスウェールズ州シドニーのインナーウエストに位置するサバーブ。シドニー中心業務地区 (CBD) から南西に7キロメートルの場所にある。

## 地理
クックス川の北岸に位置する。クックス川は、南に隣接するサバーブアールウッド_(ニューサウスウェールズ州)との境界であり、シティレール・イースタン・サバーブ・アンド・イラワラ線が東に隣接するサバーブであるセント・ピーターズ、シドナム、テンペとの境界である。

## 公共交通

### 鉄道
サバーブ内には、シティレール・バンクスタウン線横断し、シドナム駅、マリックヴィル駅、ダルウィッチ駅の各駅が設けられている。

### バス
マリックヴィルは、シドニーCBD/QVB方面から、バスで移動することも可能である。
- 412系統--シドニーCBDからサバーブの西部を縦断するリヴィングストン・ロードを通り、ダルウィッチ駅方面へ向かう系統。
- 418系統--テンペからシドナム駅を経由し、ハールストーン駅へサバーブを横断する系統。
- 423系統--シドニーCBD方面からマリックヴィル駅を経由して、アールウッド方面へ、サバーブを縦断する系統。

## 歴史
クックス川の流域には、カジガル人（en）が居住していたと考えられている。彼らの歴史は、少なくとも7000年は継続していた。
マリックヴィルの名前の由来は、1855年に、この地域の不動産の所有者となったThomas Chalderの生まれ故郷であるイングランド・ノース・ヨークシャーの村であるマリック（en）にちなむ。
ヨーロッパ人の入植の歴史は、Chalderが不動産を所有した以前にさかのぼる。1794年に、ヨーロッパ人として、この土地の最初の所有者となったのは、ウィリアム・ベクウィズ（William Beckwith）で、100エーカー（0.4平方km）の土地を所有した。1799年には、トーマス・ムーア（Thomas Moore）が470エーカー（1.9平方km）の土地を、さらに、1803年には、700エーカー（2.8平方km）の土地を続けて取得した。ロバート・ワーデル（Robert Wardell）がこれらの土地を買収し、さらに、ワーデルは、北西に隣接するピーターシャムからクックス川対岸までを自らの土地とした。しかしながら、彼は、1834年9月に暗殺され、ワーデルによる土地の一体所有は崩壊した。
シドニーの実業家であったトーマス・ホルト（1811年-1888年、en）は、1857年にマリックヴィル南部に「ザ・ワーレン（The Warren）」と呼ばれるヴィクトリア様式の邸宅を建設した。この邸宅を設計したのは、ジョージ・マンスフィールド（George Mansfield）で、ホルトは、この邸宅にヨーロッパから輸入した絵画や彫刻を並べた。「ザ・ワーレン」は、建設されてから十数年の間、この地域のランドマークとなり、その面影は、現在のエンモアのワーレン・ヴュー・ホテルに残している。ホルトが健康を害すようになり、1884年には、ホルトが所有していた土地は分割した上で、売却された。ホルトとその家族はイギリスへ戻り、ホルト自身は、1888年にイギリス本国で死去している。

## 人口動態
マリックヴィルは、シドニーのジェントリフィケーションの歴史をそのまま垣間見ることができる町である。19世紀後半から20世紀前半にかけて、アイルランド系とギリシャ系の住民が多く住んでおり、今も尚、シドニー最大のギリシャ系コミュニティが残る。今日では、ヴェトナム系の住民が目立つようになってきている。こういったことから、あるメディアは、マリックヴィルを「新しいパディントン」と呼んでいる。芸術家や音楽家と同様に若い労働者の流入が続いている。ボヘミアン的な雰囲気が町には広がっており、マリックヴィルは、「パディントンでは無く、新しいニュータウンだという意見もある。

## 文化

### 芸術
マリックヴィルは、新進芸術家が集う街となっており、マリックヴィル・カウンシルは、2011年3月に、「Marrickville open studio trail」と呼ばれる催しを実施した。また、マリックヴィルは、「Sydney Fringe Festival」の主要会場でもある。

### 音楽
マリックヴィルでは、多くの音楽のライヴも開催される。The Factory Theatreは、国際的なロック・ミュージシャンを招待することで知られており、テイラー・スウィフトやエイミー・メレディス（en）もThe Factory Theatreでライヴを実施したことで知られる。また、Red Rattlerのようなアンダーグラウンドのクラブも数多くある。
また、3つの音楽ビデオがマリックヴィルで撮影されたことでも知られている。3つの音楽ビデオとは、シャノン・ノール（en）の「Lift」、ゾーエ・バドウィ（en）の「Accidents Happen」、ティム・ロジャース（en）の「You've been so good to me so far」である。

### スポーツ

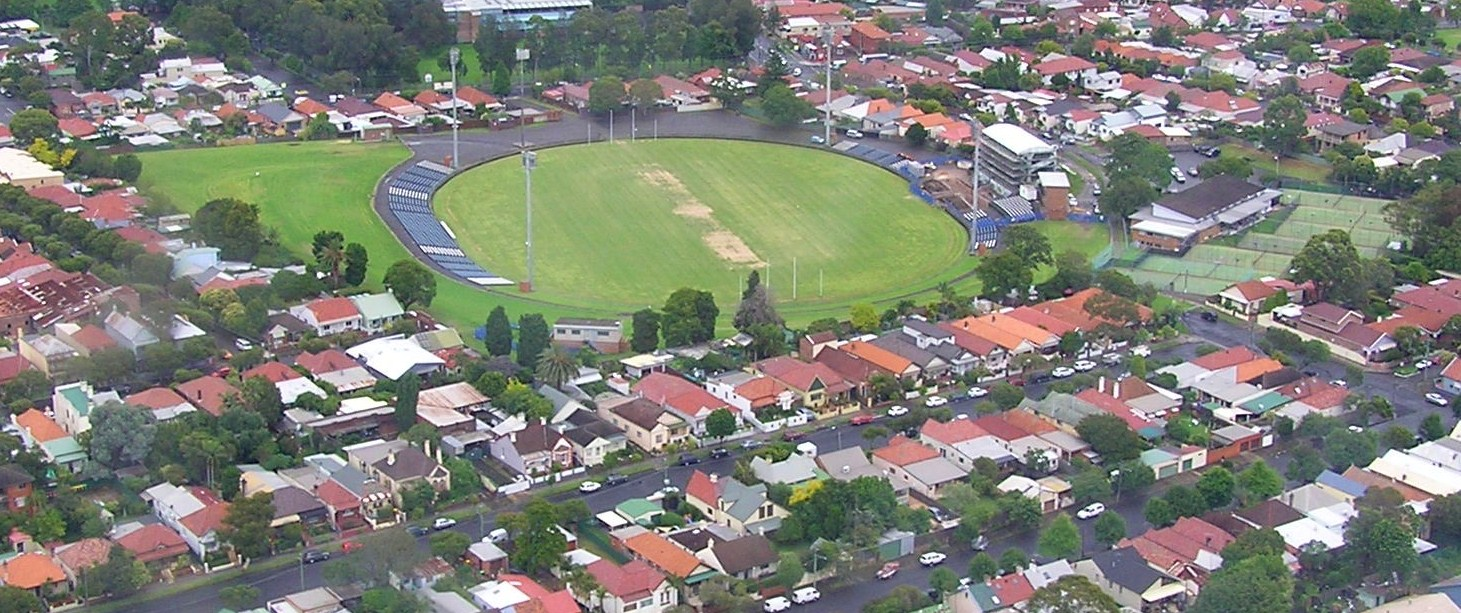
ヘンソン・パーク

マリックヴィルには、複数のスポーツチームの拠点となっている。シドナム・ロードのそばにあるヘンソン・パーク（en）は、ラグビーリーグのチームであるニュータウン・ジェッツ（en）のホームスタジアムである。かつては、シドニー有数の実力を兼ね備えていたチームであるが、1983年シーズンが愁傷して以降は、トップリーグから姿を消し、トップチームであるシドニー・ルースターズの育成機関と化してしまっている。
リヴィングストン・ロードのそばにあるマリックヴィル・オーヴァルは、ランドウィックからピーターシャムの間にあるサバーブのチームで構成されるシドニー・グレード・クリケット（en）とよばれるクリケットの試合会場として用いられている。
マリックヴィル駅とシドナム駅の間にあるフレーザー・パークは、サッカー・ニューサウスウェールズ州・スーパー・リーグ（en）のチームであるフレーザー・パークFC（en）の本拠地である。

## 教会

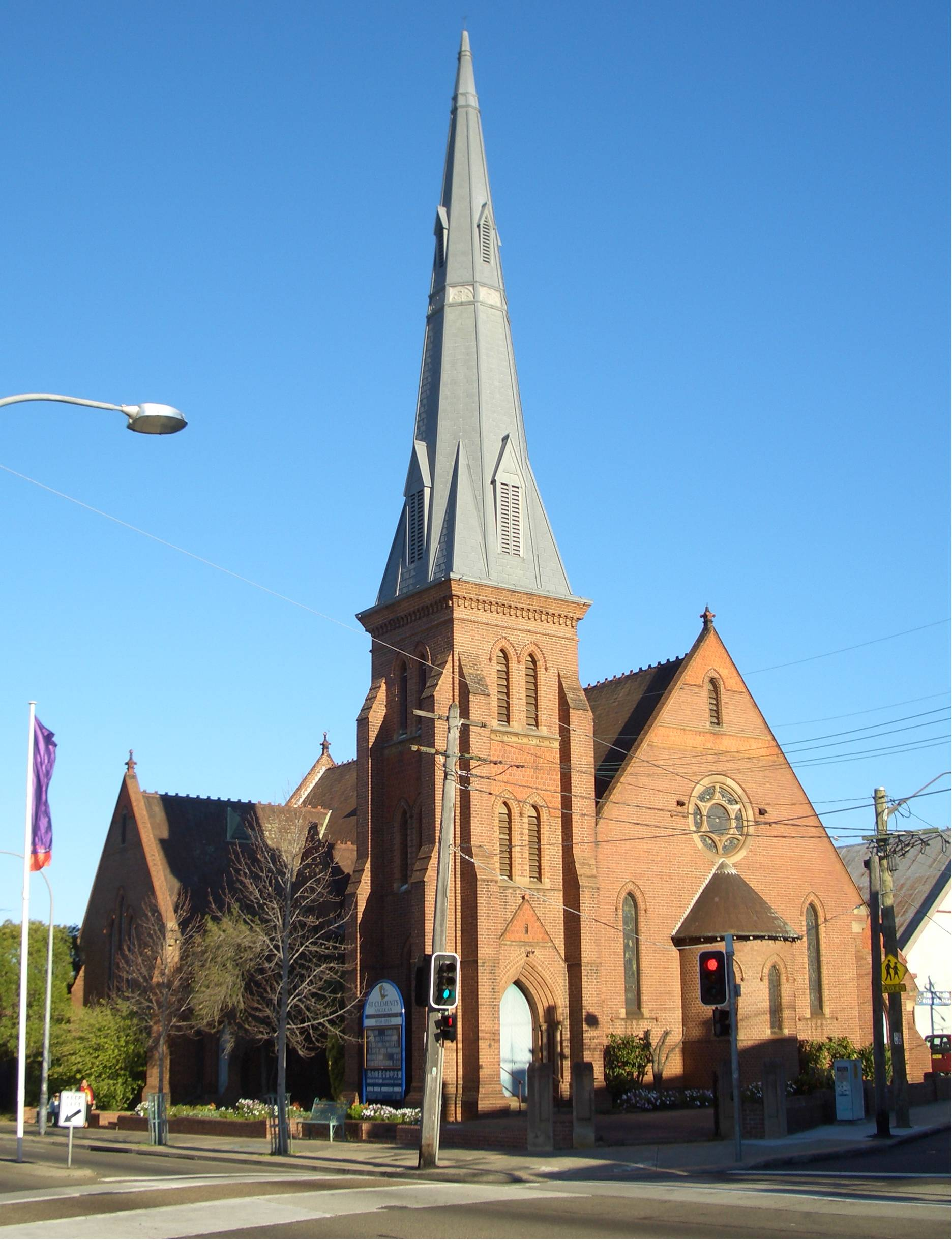
聖クレメンツ聖公会教会

マリックヴィルの著名な教会は、聖クレメンツ聖公会教会である。マリックヴィル・ロードとピーターシャム・ロードの交差点に位置する。聖ブリジッド・カトリック教会はマリックヴィル・ロードとリヴィングストン・ロードの交差点にあり、シドニー・セント・メアリー大聖堂の次に大きい。
聖公会やカトリック以外の宗派の教会もあり、ギリシア正教の聖ニコラウス教会は、リヴィングストン・ロード沿いにある。

## 教育
マリックヴィルには、4つの公立小学校と1つの私立小学校がある。4つの公立小学校とは、マリックヴィル・パブリック・スクール、マリックヴィル・ウェスト・プライマリー・スクール、ファーンコート・パブリック・スクール、ウィルキンス・パブリック・スクールであり、私立小学校は、聖ブリジッド・カトリック・スクールである。
中等教育機関としては、1つの公立学校と2つの私立学校があり、公立学校は、マリックヴィル・ハイ・スクールであり、私立学校は、Casimir Catholic CollegeとSt Marouns Catholic Collegeである。

## 建築物

### タウンホール

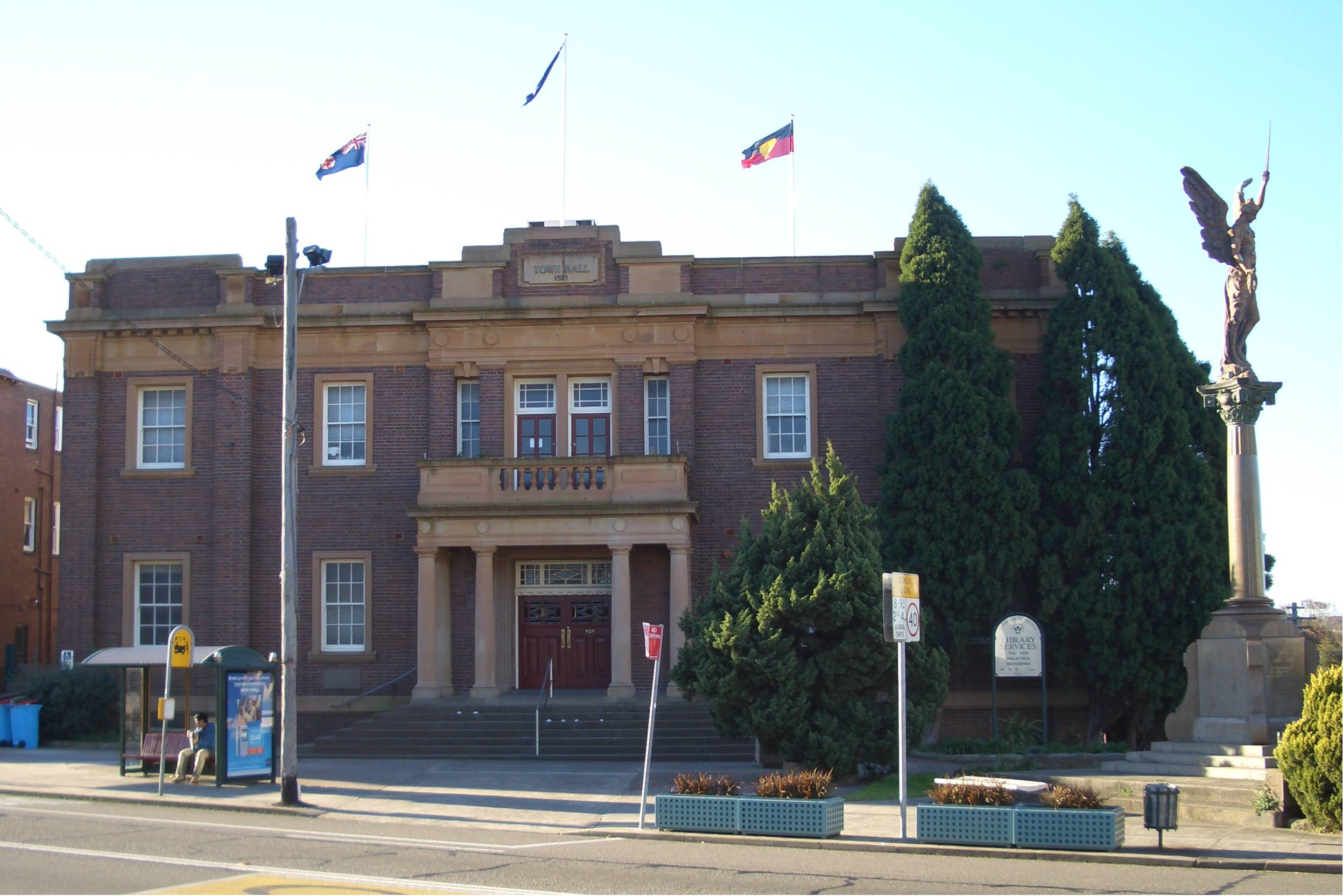
タウンホール

マリックヴィルのタウンホールは、マリックヴィル・ロードとピーターシャム・ロードの交差点にある。タウンホールの外には第一次世界大戦の戦争記念像が建っており、その高さは約4メートルある。

### 図書館
タウンホールの隣には、マリックヴィル図書館がある。マリックヴィル図書館は、サバーブの民族の多様性を反映したサービスを展開しており、アラビア語、中国語、ギリシア語、ポルトガル語、スペイン語、ベトナム語で書かれている書物を手にすることが可能である。マリックヴィル・カウンシルは、現在の図書館の改築を計画しており、2015年には完了させる予定である。

### 住居

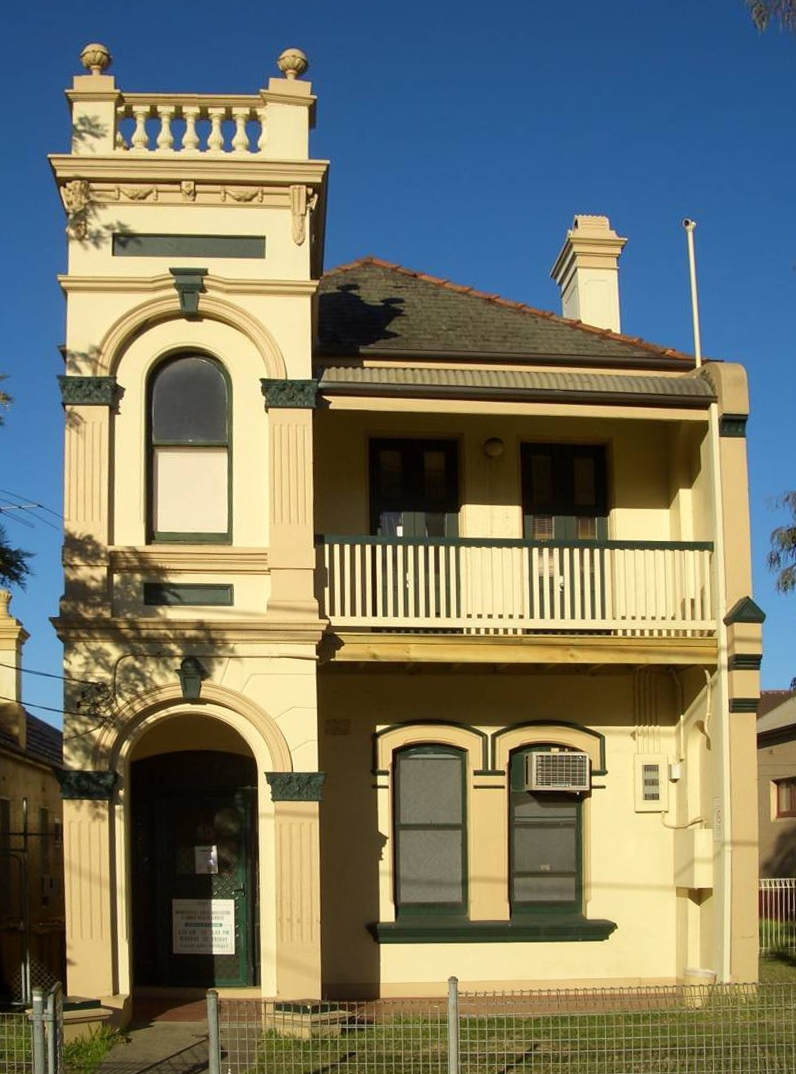
ヴィクトリア・イタリアナーテ建築の住居

マリックヴィルの多くの建物は、19世紀後半のヴィクトリア建築（en）、あるいは20世紀のフェデレーション建築（en）の様式を残している。また、かつての大規模な不動産が細分化されて、現在には残っていない一方で、ザ・シドニー・モーニング・ヘラルドの経営者であったサミュエル・クック（Samuel Cook）の住居であるステッド・ハウスは、現在にも往時の姿を残す。ステッド・ハウスは19世紀後半のヴィクトリア・イタリアナーテ建築（en）である。